# Борцы за свободу: Луч
Борцы за свободу: Луч (англ. Freedom Fighters: The Ray) — американский анимационный веб-сериал, созданный Грегом Берланти и Марком Гуггенхаймом. Премьера мультсериала, сюжет которого вращается вокруг члена Борцов за свободу Рэя Террила по прозвищу Луч, состоялась 8 декабря 2017 года на потоковом сервисе CW Seed. Проект является частью Вселенной Стрелы, однако его события происходят на Земле-Х, которая является альтернативной по отношению к основной Земле сериалов The CW.

## Синопсис
Адвокат Рэймонд «Рэй» Террил однажды встречает своего двойника из параллельной Вселенной. Двойник погибает, но прежде успевает передать Рэю суперсилы, основанные на управлении световыми волнами.

## Актёры и персонажи

### Главные герои
- Рэймонд «Рэй» Террил / Луч (Рассел Тови) — общественный защитник, который в результате встречи со своим двойником получает возможность управлять световыми волнами. Он отправляется на Землю-X и становится членом команды Борцов за свободу[2][3].
  - Тови также играет двойника Рэя, для которого Земля-X является родным миром[4][5].
- Джон Трухильо (Джейсон Митчелл) — сослуживец и друг Рэя, который помогает ему овладеть новыми способностями[6].
  - На Земле-X живёт двойник Джона, который является членом команды Борцов за свободу по прозвищу Чёрный кондор. Его также озвучивает Джейсон Митчелл
- Дженни Найт (Дилшад Вадсария) — коллега Террила[6]
  - На Земле-X, является супергероем в составе Борцов за свободу и носит псевдоним Призрачная леди[7].

| - Чёрная стрела (Мэттью Мерсер) — альтернативная версия Зелёной стрелы, главного героя сериала «Стрела», член Новых Рейхсменов. В кроссовере «Кризис на Земле-X» его персонаж носил псевдоним Тёмная стрела. - Мэттью Мерсер также озвучивает Зелёную стрелу Земли-1. - Блицкриг (Скотт Уайт) — альтернативная версия Флэша, главного героя одноимённого сериала. Член Новых Рейхсменов - Голосом Уайта также говорит Барри Аллен, Флэш Земли-1 - Овергёрл (Мелисса Бенойст) — альтернативная версия Супергёрл, супергероини с Земли-38 и главной героини одноимённого сериала. Член Новых Рейхсменов. - Циско Рамон / Вайб (Карлос Вальдес) — мета-человек со способностью создавать порталы между вселенными и вибрации. Член Борцов за свободу. - Карлос Вальдес также озвучил Циско Рамона с Земли-1. - Красный торнадо (Иддо Голдберг) — член Борцов за свободу. - Джейкоб (Сунил Малхотра) — возлюбленный Рэя. | - Кукольный человек (Мэттью Мерсер) — член Борцов за свободу. - Грейс Терилл (Коллин О’Шонесси) — мать Рэя - Роберт Терилл (Брюс Томас) — отец Рэя - Кейтлин Сноу (Даниэль Панабэйкер) — специалист в области биоинженерии из Лаборатории СТАР - Дональд (Кристофер Кори Смит) — политик - Мари Маккейб / Виксен (Мегалин Эчиканвоке) — супергероиня, владеющая Тотемом Танту, дающим ей способность имитировать способности различных животных - Кёртис Холт / Мистер Террифик (Эчо Келлум) |

## Эпизоды
| № | #              | Название                           | Режиссёр       | Сценарист                                                                                     | Дата показа в США   |
| Сезон 1 (2017) | Сезон 1 (2017) | Сезон 1 (2017)                     | Сезон 1 (2017) | Сезон 1 (2017)                                                                                | Сезон 1 (2017)      |
| --- | -------------- | ---------------------------------- | -------------- | --------------------------------------------------------------------------------------------- | ------------------- |
| 16 | 16             | «Восхождение героя» «A Hero Rises» | Итан Сполдинг  | Эмилио Ортега Олдрич, Лорен Церто, Марк Гуггенхайм, Сара Эрнандес, Элизабет Ким и Сара Шечтер | 8 декабря 2017 года |
| На оккупированной нацистами Земле-X Рэй Терилл по прозвищу Луч в составе Борцов за свободу сражается с Новыми Рейхсманами, чтобы защитить мирных граждан. Однако противник оказывается сильнее их. Красный торнадо и Кукольный человек погибают в битве, а сам Рэй оказывается ранен. Поскольку в памяти Красного торнадо содержатся ценные сведения о Борцах за свободу, лидер Новых Рейхсманов, Овергёрл, пытается добраться до нейронного процессора Красного торнадо, но тот успевает передать его Рэю. При помощи Вайба Земли-X Рэй бежит на Землю-1. Там двойники Джона Трухильо /Чёрного кондора, Дженни Найт / Призрачной леди и самого Рэя работают юристами, помогая простым гражданам в правовых делах. Однако отдел закрывает некий политик и они остаются без работы. После этого Рэй и Джон идут в бар, где Терилл не решается пригласить парня на свидание. Как оказалось, Рэй живёт с консервативными родителями, которым боится признаться в своей гомосексуальности. Вместо этого, он за ужином с ними просто говорит, что потерял работу. Когда он вышел на улицу, чтобы упрекнуть себя в слабости, перед ним из портала появляется Луч, который передаёт ему нейронный процессор Красного Торнадо и вдруг распадается на множество лучей света, которые вселились в Рэя. В первую очередь Рэй решает обсудить ситуацию с Джоном, который сначала не верит ему, но когда из процессора появляется голограмма Красного торнадо, объясняющая ситуацию на Земле-X, а чуть позднее Рэй проявляет способности Луча, ему приходится поверить. Оба решают испытать способности, что приводит к тому, что Кейтлин и Циско в Лаборатории СТАР фиксируют появление нового мета-человека. После тренировки Рэй и Джон снова идут в бар, где замечают того самого парня, которого Рэй боялся пригласить. Теперь, более уверенный в себе, Рэй подстраивает встречу с этим парнем, которого зовут Джейкоб, и они идут прогуляться. По пути они замечают, как на лесбийскую пару в парке нападает грабитель. Отослав Джейкоба позвать подмогу, Рэй превращается в Луча и одолевает грабителя и оставляет его прибывшим на место полицейским. Тем временем, Вайб Земли-X при помощи компьютера пытается найти Луча, но попадает в засаду Новых Рейхсманов, которые теперь знают, где находится нейронный процессор. На Земле-1 Рэй готовится к свиданию с Джейкобом, когда в него попадает отравленный дротик. Теряя сознание, он видит две тёмные фигуры, которые склонились над ним. |                |                                    |                |                                                                                               |                     |
| Сезон 2 (2018) |                |                                    |                |                                                                                               |                     |
| 712 | 16             | «Земля-X» «Earth-X»                | Итан Сполдинг  | Эмилио Ортега Олдрич, Лорен Церто, Марк Гуггенхайм, Сара Эрнандес, Элизабет Ким и Сара Шечтер | 18 июля 2018 года   |
| Рэй приходит в себя и видит над собой Кёртиса Холта и Циско Рамона, которые и похитили его, усыпив дротиком. Появляются зелёная стрела и Флэш, которые объясняют Рэю, что тщательно следят за всеми героями-новичками, которые появляются где-либо. Герои предлагают Рэю помощь в обучении и приобретении новых навыков, но тут приходит сигнал бедствия из Детроита - на город напал сбежавший военный прототип гигантского робота, и Мари Маккейб, также известной как Виксен, нужна помощь. Все, в том числе и Рэй, мчаться туда. Только общими силами им удаётся победить роботами. После этого Рэй отправляется домой, где его мать делает намёки, что подозревает о его гомосексуальности и не осуждает его. но в это время на дом нападает Овергёрл, которой нужен нейронный процессор. В битве лидер Новых Рейхсманов оказывается сильнее и Рэю приходится спасаться бегством, оставив ей процессор. Виня себя в этом, он обращается к Циско с просьбой переправить его на Землю-X, что тот после долгих уговоров и делает. Там Рэй находит базу Борцов за свободу. изображение которой он видел, когда Красный торнадо объяснял ему ситуацию в этом мире, рассказывает местным героям о том, что случилось с их товарищем и процессором. И, несмотря на то. что Новым Рейхсманам теперь известно их местонахождение, он вдохновляет сопротивление на сражение и защиту базы. Битва начинается. Пока Борцы за свободу отвлекают Блицкрига и Чёрную стрелу (двойников Флэша и Зелёной стрелы), Рэй в облике Луча сражается с Овергёрл. на этот раз на равных с ней. В конце концов, сопротивлению удаётся захватить в плен Блицкрига и Чёрную стрелу, а Овергёрл оказалась повержена Рэем и упала в залив. В результате Рэй решает остаться в этом мире как Луч и продолжить бороться за свободу. |                |                                    |                |                                                                                               |                     |

## Производство
В августе 2016 года Грег Берланти и Марк Гуггенхайм объявили о том, что они совместно с Blue Ribbon Content готовят к выпуску новый анимационный проект. Также они раскрыли, что главный герой будет иметь нетрадиционную сексуальную ориентацию, а актёр, который его озвучит, также появится в основных сериалах Вселенной Стрелы. Идея сериала возникла под впечатлением от серии комиксов Гранта Моррисона под названием The Multiversity. По словам Гуггенхайма, они решили представить Борцов за свободу и Землю-X, потому что «на то была особая причина». Также он отметил: «Моррисон придумал идею, на которую мы сразу откликнулись: команда Борцов за свободу состоит из тех, кого в первую очередь преследовали нацисты, то есть женщин, гомосексуалов, евреев. Именно эту идею мы хотели реализовать. В то же время это история происхождения Луча». Земля-X является частью мультивселенной и представляет собой мир, в котором нацистская Германия одержала победу во Второй мировой войне и в настоящем Америкой правит команда Новых Рейхсменов. В сентябре 2017 года стало известно, что главного героя озвучит английский актёр Расселл Тови.
События анимационного веб-сериала «Борцы за свободу: Луч» происходят до «Кризиса на Земле-X». По словам Гуггенхайма, проект показал «путаницу в событиях… [и] несостыковки», поскольку над кроссовером начали работу уже после того, как сценарий к «Борцам за свободу» уже был готов. Кроме того, гуггенхайм и исполнительный продюсер кроссовера Эндрю Крайсберг «разошлись во мнении» по поводу того, насколько тесно события «Кризиса на Земле-X» и «Борцов за свободу» должны быть связаны . Хотя веб-сериал стал приквелом к кроссоверу, Гуггенхайм утверждал, что изначальная идея была не в этом, поскольку проект должен был выйти до кроссовера. Однако, когда было принято решение показать Луча и в сериалах, потребовалось время, чтобы найти правильного актёра на эту роль, в результате чего выбор. в конце концов, пал на Тови. По словам сценариста, в данном случае «или двигаться дальше, получив совершенно другой голос персонажа и другой взгляд на Луча, или взять передышку, заполучив голос Рассела, немного изменив дизайн, заставить историю Луча идти так, как на неё смотрит Рассел. Не было никакой возможности сделать это и в то же время выпустить сериал до кроссовера. Важнее было заполучить голос Рассела, а не выпустить сериал раньше».

## Релиз
Премьера первых шести эпизодов «Борцов за свободу: Луч» состоялась 8 декабря 2017 года на потоковом сервисе CW Seed. Ещё шесть эпизодов, которые позиционировали, как второй сезон, увидели свет 18 июля 2018 года, однако ещё до этого были показаны посетителям Международного комик-кона в Сан-Диего 2018 года.

## Выход на DVD и Blu-Ray
В июне 2018 года появилась информация, что оба сезона веб-сериалу будут смонтированы в единую полнометражную версию и выпущены на DVD и Blu-Ray. Релиз состоялся 28 августа 2018 года.

## Критика
Оливер Сэва, пишущий для The A.V. Club, поставил первым трём эпизодам оценку B. По его словам "сюжет показывает интересную структуру, сначала демонстрируя в двух эпизодах страшную ситуацию на Земле-X, после чего, в третьем эпизоде, делает гигантский скачок сквозь измерения"критик отметил, что это заставляет «Рэя чувствовать себя персонажем поддержки в своём же собственном шоу». Сэва похвалил личные проблемы персонажа, «которые практически не исследованы в супергероике, особенно в кино и на телевидении» и шоу, показывающее «как можно быстро добавить напряжение и глубину в фантастический сюжет». также Сэва сказал по поводу Тови следующее: «Тови проделал мощную работу, передав беспокойство Рэя и его страх совершить каминг-аут. И вы чувствуете его разочарование в себе, когда он пытается и не может осознать свою сексуальность».
Люк И. Томпсон из журнала Forbes после просмотра полнометражной Blu-Ray-версии также остался доволен увиденным. По его словам, это было «самое эмоциональный из всех анимационных веб-сериалов DC, [что он] когда-либо видел и смотрел». Кроме того, он похвалил визуальную часть и качество анимации.

## Расширенная вселенная
Рэй Террил появился в кроссовере между сериалами Вселенной Стрелы «Кризис на Земле-X». Кроме него, в кроссовере появляются и другие члены Борцов за свободу.